# Dario Campeotto
Dario Campeotto (Frederiksberg, 1º febbraio 1939 – Frederiksberg, 1º aprile 2023) è stato un cantante, attore e doppiatore danese.

## Biografia
Di famiglia italiana (i suoi genitori si chiamavano Ernesto ed Emma), divenne noto per aver rappresentato la Danimarca all'Eurovision Song Contest 1961. La canzone da lui proposta, Angelique, si piazzò al quinto posto.
Si cimentò poi nell'operetta e intraprese anche una carriera di attore. Fu inoltre attivo nel doppiaggio.
Campeotto è morto nel 2023, a 84 anni.

## Vita privata
Fu sposato due volte. Con la prima moglie, l'attrice Ghita Nørby, visse per un periodo in Italia. Ebbe tre figli.